# Colone (Leontide)
Colone (in greco antico: Κολωναί?, Kolonái) era un demo dell'Attica situato alle falde del monde Pentelico, vicino ad Ecale o Michaleza; confinava probabilmente con il demo di Citero.